# Dale Hawerchuk
Dale Hawerchuk (Toronto, Canadá, 4 de abril de 1963-Barrie, Canadá, 18 de agosto de 2020) fue un jugador y entrenador canadiense de hockey sobre hielo profesional. Hawerchuk jugó en la National Hockey League (NHL) durante 16 temporadas como miembro de los Winnipeg Jets, Buffalo Sabres, Saint Louis Blues y Philadelphia Flyers. Ganó el Trofeo Calder de la NHL como Novato del Año de la liga en 1982 y fue elegido para el Salón de la Fama del Hockey en su segundo año de elegibilidad en 2001. Hawerchuk se desempeñó como entrenador en jefe de los Barrie Colts de la Ontario Hockey League de 2010 a 2019. 

## Carrera deportiva
Hawerchuk era un joven prodigio que recibió su primer par de patines a los dos años y, según su padre, "patinaba antes de que pudiera caminar". Al comenzar a practicar el hockey competitivo a los cuatro años, Hawerchuk demostró habilidades superiores casi de inmediato. En el Torneo Internacional de Hockey Pee-Wee de Quebec, marcó los ocho goles durante una victoria por 8-1 en la final, rompiendo el récord de larga data establecido por el legendario Guy Lafleur. A los 15 años, los famosos Oshawa Generals le ofrecieron una prueba, aunque no llegó al equipo. En 1979, Hawerchuk fue seleccionado sexto en general por los Cornwall Royals de la Liga Mayor de Hockey Juvenil de Quebec, y se convirtió en una rareza; un jugador nacido en Toronto que protagoniza la QMJHL. Logró 103 puntos y fue nombrado Novato del Año. Hawerchuk fue el MVP de los playoffs y llevó a los Reales al campeonato de la Memorial Cup. En su segundo junior, anotó 81 goles y 183 puntos y llevó a los Reales a su segundo título consecutivo de la Copa Memorial. Fue nombrado All-Star del Primer Equipo de QMJHL, Jugador Mayor Juvenil Canadiense del Año y MVP de la Memorial Cup . 
Los Winnipeg Jets seleccionaron a Hawerchuk en primer lugar en la clasificación general en el Draft de entrada de la NHL de 1981, por delante de los futuros compañeros del Salón de la Fama Ron Francis, Grant Fuhr y Chris Chelios. Hawerchuk se convirtió inmediatamente en la atracción estrella de Winnipeg, lo que llevó a los Jets a lo que fue en ese momento el mayor cambio de temporada en la historia de la NHL, una mejora de 48 puntos. Se convirtió en el jugador de la NHL más joven de la historia en alcanzar los 100 puntos (un récord desde que lo batió Sidney Crosby en 2006), terminó con 103 y ganó el Calder Memorial Trophy como el Novato del Año de la NHL. También jugó en el Juego de Estrellas de esa temporada. Hawerchuk registró 91 puntos en su segunda temporada, luego alcanzó la marca de más de 100 puntos durante los siguientes cinco años consecutivos, incluyendo 53 goles y 130 puntos en 1984–85. 
Durante el Draft de entrada a la NHL de 1990, Hawerchuk participó en un negocio de gran éxito. Junto con la elección de primera ronda de Winnipeg (14a selección general, Brad May) en el draft, fue canjeado a los Buffalo Sabres a cambio de Phil Housley, Scott Arniel, Jeff Parker y la elección de primera ronda de Buffalo (19a selección general, Keith Tkachuk ). Durante los siguientes cuatro años, registró 86 puntos. Sus totales de puntos cayeron durante una lesión plagada y el cierre patronal acortado la temporada 1994–95. En 1995, firmó con los St. Louis Blues, anotando 41 puntos en 66 juegos antes de un canje a los Philadelphia Flyers en marzo de 1996. Terminó la temporada con fuerza, anotando 20 puntos en los últimos 16 partidos de la temporada y sumando 12 puntos en los playoffs. La temporada siguiente estuvo plagado de lesiones, pero logró 34 puntos y jugó en su quinto Juego de Estrellas. Hawerchuk anunció su retiro del juego luego de la temporada 1996-97 a los 34 años debido a una cadera izquierda degenerativa. Su aparición con los Flyers en las finales de la Copa Stanley de 1997 marcó la única vez que alguno de sus equipos pasó de la segunda ronda de los playoffs. 
Jugó para el Selección de hockey sobre hielo de Canadá en el torneo de la Copa Canadá de 1987, y marcó un gol y dos asistencias en el decisivo tercer juego de la final contra los soviéticos. Al final del tercer período, ganó el enfrentamiento que condujo al gol más famoso de Canadá y empató con el jugador ruso que intentó controlar a Mario Lemieux en el centro del hielo, lo que le permitió a Lemieux tomar el pase de Gretzky en la ranura para el ganador de la serie. Hawerchuk fue nombrado MVP de Canadá por ese juego decisivo. Los comentaristas destacaron su capacidad en la serie para pasar de ser un goleador a un mucker y grinder . Hawerchuk también fue clave para la victoria de Canadá en la Copa Canadá de 1991 . 
En una encuesta a los gerentes generales de la NHL a mediados de la década de 1980 en la que se les pedía que seleccionaran al jugador con el que comenzarían una franquicia, Hawerchuk fue votado en tercer lugar solo detrás de Wayne Gretzky y Paul Coffey. Se retiró con 518 goles, 891 asistencias y 1,409 puntos, colocándolo en el puesto 18 en la lista de puntos de la NHL. Fue incluido en el Salón de la Fama del Hockey en 2001. 
Los Arizona Coyotes (sucesor de los Jets) retiraron al No. 10 de Hawerchuk durante la temporada 2006-07 de la NHL.

## Carrera posdeportiva
Hawerchuk se convirtió en presidente, director de operaciones de hockey y propietario principal de Orangeville Crushers de la Liga de Hockey Juvenil Provincial de Ontario A en 2007. Dejó este puesto en 2010. 
El 4 de junio de 2010, los Barrie Colts de la Ontario Hockey League nombraron a Hawerchuk como su entrenador en jefe y director de operaciones de hockey. La temporada 2010-11 fue una de reconstrucción para los Colts, ya que el equipo tuvo un récord de 15-49-2-2, perdiéndose los playoffs por primera vez en la historia del equipo. En su segundo año, la temporada 2011-12, Hawerchuk acumuló un récord de 40-23-3-2; una mejora significativa con respecto a su temporada de novato como jefe de los Colts.

## Muerte
En 2019, Hawerchuk anunció que tomaría un descanso de los Colts por razones de salud, que luego se reveló que era cáncer de estómago. Hawerchuk inicialmente venció la enfermedad en abril de 2020, pero murió el 18 de agosto de 2020 a los 57 años, luego de una recurrencia del cáncer.

## Premios y logros
- Copa RDS (Novato del año QMJHL ) (1980)
- Trofeo Guy Lafleur (QMJHL Playoff MVP) (1980)
- Campeonatos QMJHL (1980 y 1981)
- Campeonatos de la Memorial Cup (1980 y 1981)
- Primer equipo All-Star de la Memorial Cup (1980 y 1981)
- Trofeo Jean Béliveau (Campeón de puntuación QMJHL) (1981)
- QMJHL Primer Equipo All-Star (1981)
- Trofeo conmemorativo Michel Brière (Jugador del año QMJHL) (1981)
- Trofeo Stafford Smythe Memorial (MVP de la Copa Memorial) (1981)
- Jugador del año de la CHL (1981)
- Jugó en el Juego de las Estrellas de la NHL 5 veces - 1982,1985,1986,1988,1997
- Ganador del Trofeo Calder (1982)
- Medalla de bronce en los Campeonatos del Mundo (1982 y 1986)
- Medalla de plata en los Campeonatos del Mundo (1989)
- Centro All-Star del Segundo Equipo de la National Hockey League (1985)
- Campeonatos de la Copa de Canadá (1987 y 1991)
- Primer jugador de la NHL en alcanzar los 1000 partidos de la NHL antes de los 31 años
- Incluido en el Salón de la Fama del Hockey en 2001
- Miembro de Honor del Salón de la Fama del Hockey de Manitoba
- Incluido en el Salón de la Fama de Buffalo Sabres en 2011[6]
- El 5 de abril de 2007, Hawerchuk fue incluido en el Anillo de Honor de Arizona Coyotes junto a Bobby Hull y Thomas Steen. La franquicia Jets / Coyotes retiró su número 10 el 5 de abril de 2007. A diferencia de Hull y Steen, quienes fueron honrados con los colores de los Jets, el número de Hawerchuk fue retirado con la ropa de los Coyotes, a pesar del hecho de que Hawerchuk nunca jugó en Phoenix y todo su tiempo con el equipo estuvo en Winnipeg.

## Estadísticas de carrera

### Internacional
| Año           | Equipo        | Evento        |    | GP | G  | A  | Pts | PIM |
| ------------- | ------------- | ------------- | -- | -- | -- | -- | --- | --- |
| 1981          | Canadá        | WJC           | 5  | 5  | 4  | 9  | 2   |     |
| 1982          | Canada        | WC            | 10 | 3  | 1  | 4  | 0   |     |
| 1986          | Canadá        | WC            | 8  | 2  | 4  | 6  | 4   |     |
| 1987          | NHL All-Stars | RV-87         | 2  | 0  | 1  | 1  | 2   |     |
| 1987          | Canadá        | CC            | 9  | 4  | 2  | 6  | 0   |     |
| 1989          | Canadá        | WC            | 10 | 4  | 8  | 12 | 6   |     |
| 1991          | Canadá        | CC            | 8  | 2  | 3  | 5  | 0   |     |
| Junior totals | Junior totals | Junior totals | 5  | 5  | 4  | 9  | 2   |     |
| Senior totals | Senior totals | Senior totals | 47 | 15 | 19 | 34 | 12  |     |

## Récord de entrenamiento
| Equipo       | Año     | Temporada regular | Temporada regular | Temporada regular | Temporada regular | Temporada regular | Temporada regular | Postemporada                        |
| Equipo       | Año     | GRAMO             | W                 | L                 | OTL               | Ptos              | Terminar          | Resultado                           |
| ------------ | ------- | ----------------- | ----------------- | ----------------- | ----------------- | ----------------- | ----------------- | ----------------------------------- |
| Barrie Colts | 2010-11 | 68                | 15                | 49                | 4                 | 34                | 5 ° en Central    | Playoffs perdidos                   |
| Barrie Colts | 2011-12 | 68                | 40                | 23                | 5                 | 85                | 2.º en Central    | Perdido en 2.ª ronda ( OTT )        |
| Barrie Colts | 2012-13 | 68                | 44                | 20                | 4                 | 92                | 1 ° en Central    | Perdido en la ronda final ( LND )   |
| Barrie Colts | 2013-14 | 68                | 37                | 28                | 3                 | 77                | 2.º en Central    | Perdido en 2.ª ronda ( NBB )        |
| Barrie Colts | 2014-15 | 68                | 41                | 24                | 3                 | 85                | 1 ° en Central    | Perdido en 2.ª ronda ( NBB )        |
| Barrie Colts | 2015-16 | 68                | 43                | 22                | 3                 | 89                | 1 ° en Central    | Perdido en la tercera ronda ( NIA ) |
| Barrie Colts | 2016-17 | 68                | 17                | 44                | 7                 | 41                | 5 ° en Central    | Playoffs perdidos                   |
| Barrie Colts | 2017-18 | 68                | 42                | 21                | 5                 | 89                | 1 ° en Central    | Perdido en la 2.ª ronda             |
| Barrie Colts | 2018-19 | 68                | 26                | 38                | 4                 | 56                | 5 ° en Central    | Playoffs perdidos                   |